# Mézilhac
Mézilhac est une commune française, située dans le département de l'Ardèche en région Auvergne-Rhône-Alpes.
Ses habitants sont appelés les Mézilhacois.

## Géographie

### Situation et description
Le village de Mézilhac se situe au pied de la colline du Moutas, avec un point culminant à 1 160 mètres. On y trouve une table d'orientation d'où l'on peut apercevoir par temps clair la chaîne des Alpes et le mont Blanc, ainsi que le mont Gerbier de Jonc et le mont Mézenc. La route départementale D 122 rejoint Privas au sud par le col des 4 Vios, le col de la Fayolle, le col de l'Escrinet ; au nord la D 122 rejoint Marcols-les-Eaux et Saint-Pierreville. 
1. Carte dynamique
2. Carte OpenStreetMap
3. Carte topographique
4. Carte avec les communes environnantes

### Communes limitrophes
Mézilhac est limitrophe de huit communes, toutes situées dans le département de l'Ardèche et réparties géographiquement de la manière suivante :

### Climat
Pour des articles plus généraux, voir Climat d'Auvergne-Rhône-Alpes et Climat de l'Ardèche.
En 2010, le climat de la commune est de type climat de montagne, selon une étude du CNRS s'appuyant sur une série de données couvrant la période 1971-2000. En 2020, Météo-France publie une typologie des climats de la France métropolitaine dans laquelle la commune est exposée à un climat de montagne ou de marges de montagne et est dans la région climatique Sud-est du Massif Central, caractérisée par une pluviométrie annuelle de 1 000 à 1 500 mm, minimale en été, maximale en automne.
Pour la période 1971-2000, la température annuelle moyenne est de 7,4 °C, avec une amplitude thermique annuelle de 16,1 °C. Le cumul annuel moyen de précipitations est de 1 383 mm, avec 10 jours de précipitations en janvier et 6,2 jours en juillet. Pour la période 1991-2020, la température moyenne annuelle observée sur la station météorologique de Météo-France la plus proche, « Antraigues Sa », sur la commune de Vallées d'Antraigues - Asperjoc à 10 km à vol d'oiseau, est de 12,5 °C et le cumul annuel moyen de précipitations est de 1 556,3 mm,. Pour l'avenir, les paramètres climatiques de la commune estimés pour 2050 selon différents scénarios d'émission de gaz à effet de serre sont consultables sur un site dédié publié par Météo-France en novembre 2022.

### Hydrographie
Le territoire de la commune est traversé par la Volane, un affluent gauche de l'Ardèche, donc un sous-affluent du Rhône

### Voies de communication
Le territoire communal est traversé par trois routes départementales, les RD102, RD122 et la RD578.

### Lieux-dits et écarts

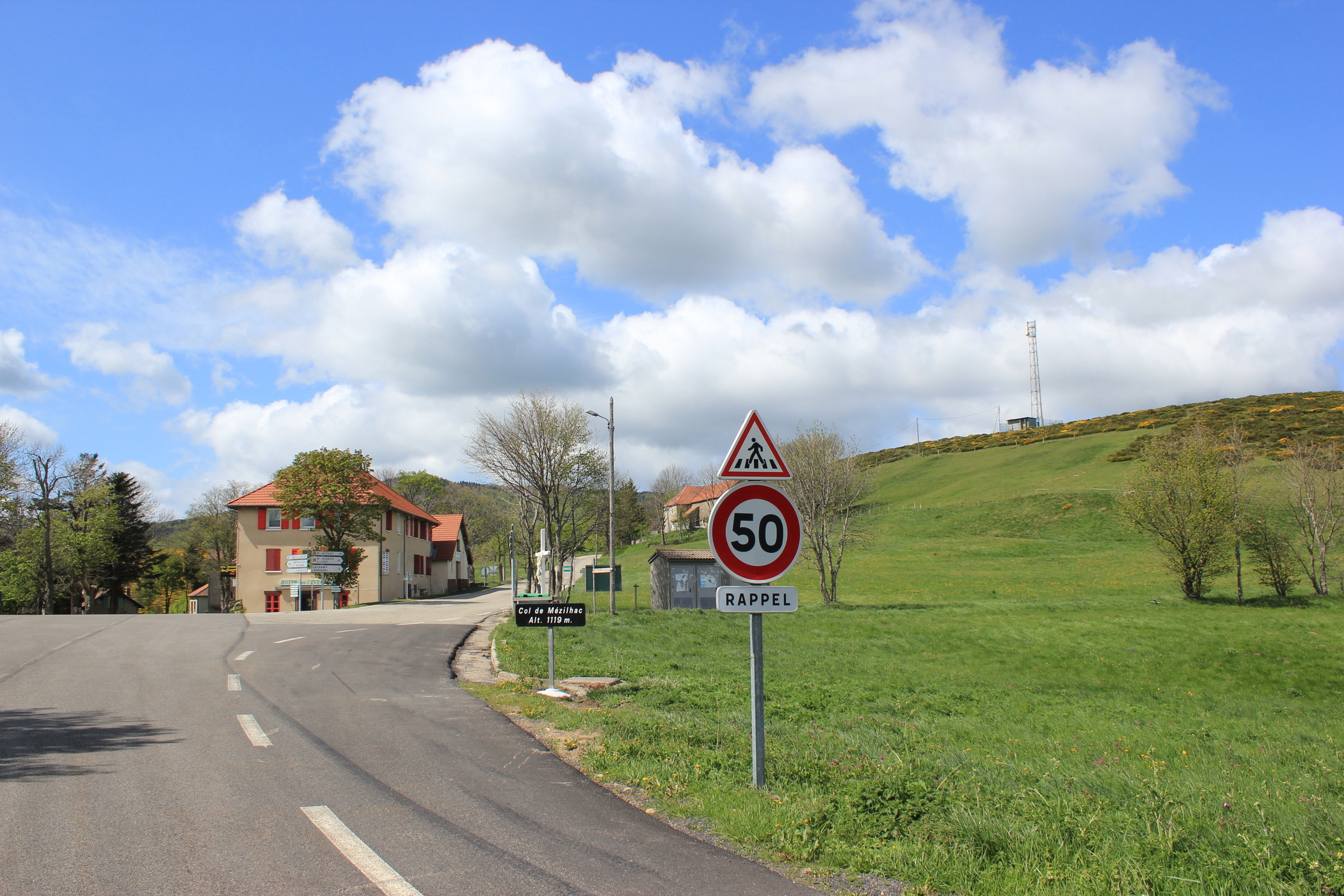
Le col de Mézilhac.

- Mézilhac - Le Col : lieu-dit battu par les vents, en particulier la bise qui devient la burle par temps de neige. L'hôtel des Cévennes se situe à l’intersection de la route départementale D 578, rejoignant Aubenas et Antraigues-sur-Volane au sud, ainsi que Le Cheylard et Lamastre au nord. La route départementale D 122 rejoint Lachamp-Raphaël, « plus haut village d’Ardèche » à 1 350 mètres, le Mont Gerbier de Jonc et Sainte Eulalie.
- Sardiges : hameau situé à environ 775 mètres d'altitude, en contrebas et au nord-ouest de Mézilhac. L'église du XIXe siècle construite en 1846 avec son clocher peigne. Trois ruisseaux le traversent (le ruisseau de Rabeyrieu avec comme affluent le ruisseau de la Coste, le ruisseau d'Arnaudès affluent du ruisseau du Meynis, et le ruisseau de Fond-Martin). Ces trois ruisseaux rejoignent le ruisseau de Sardiges qui se jette plus bas dans la Dorne. Jusqu'à la fin des années 1950, une école élémentaire publique et une école élémentaire privée étaient nécessaires pour accueillir les enfants.

## Urbanisme

### Typologie
Au 1er janvier 2024, Mézilhac est catégorisée commune rurale à habitat très dispersé, selon la nouvelle grille communale de densité à 7 niveaux définie par l'Insee en 2022.
Elle est située hors unité urbaine. Par ailleurs la commune fait partie de l'aire d'attraction d'Aubenas, dont elle est une commune de la couronne,. Cette aire, qui regroupe 68 communes, est catégorisée dans les aires de 50 000 à moins de 200 000 habitants,.

### Occupation des sols
L'occupation des sols de la commune, telle qu'elle ressort de la base de données européenne d’occupation biophysique des sols Corine Land Cover (CLC), est marquée par l'importance des forêts et milieux semi-naturels (93 % en 2018), en augmentation par rapport à 1990 (91,2 %). La répartition détaillée en 2018 est la suivante : 
forêts (61,8 %), milieux à végétation arbustive et/ou herbacée (31,2 %), prairies (6,8 %), zones agricoles hétérogènes (0,2 %).
L'évolution de l’occupation des sols de la commune et de ses infrastructures peut être observée sur les différentes représentations cartographiques du territoire : la carte de Cassini (XVIIIe siècle), la carte d'état-major (1820-1866) et les cartes ou photos aériennes de l'IGN pour la période actuelle (1950 à aujourd'hui).

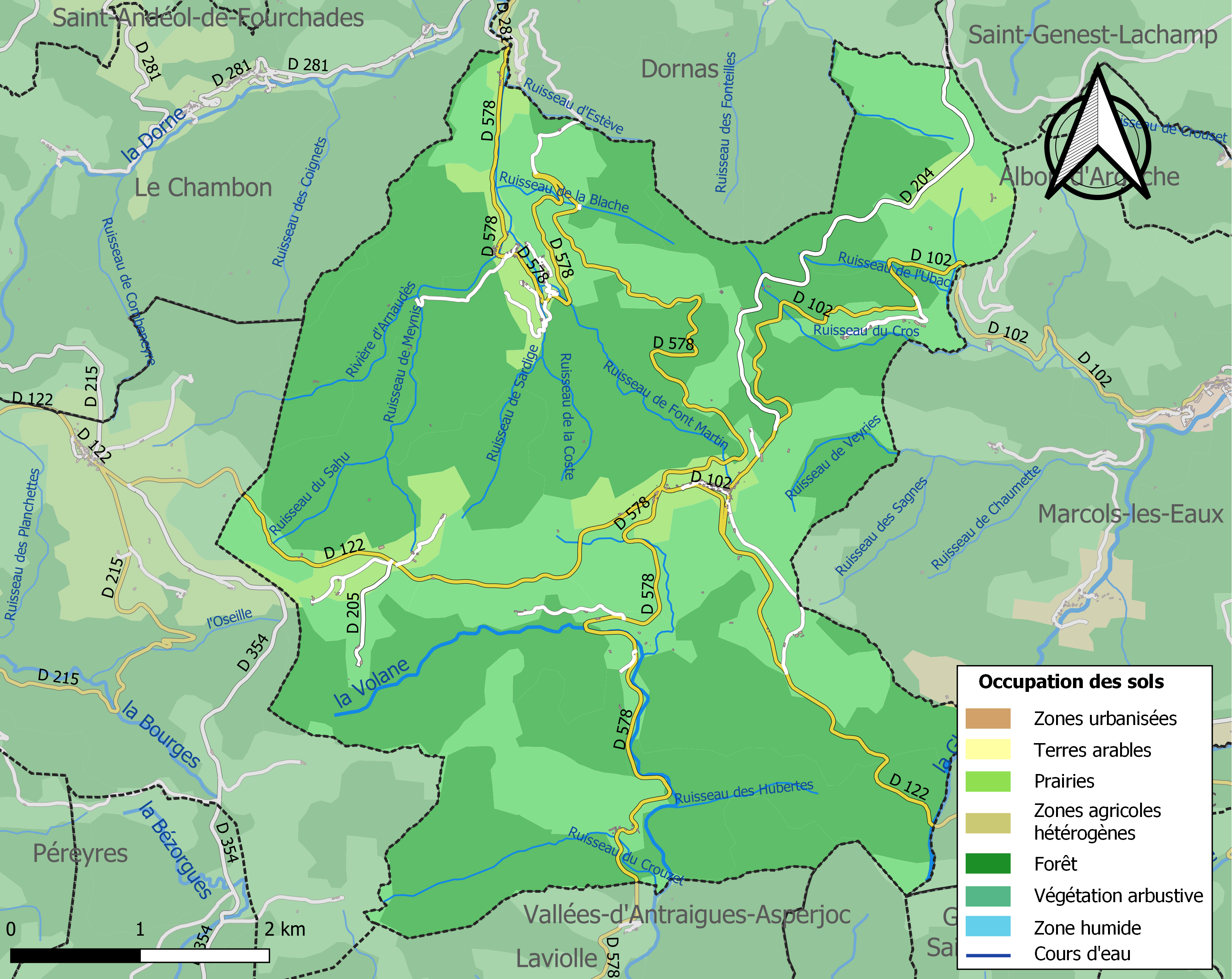
Carte des infrastructures et de l'occupation des sols de la commune en 2018 (CLC).

### Risques naturels

#### Risques sismiques
L'ensemble du territoire de la commune de Mézilhac est situé en zone de sismicité no 2 (sur une échelle de 5), comme la plupart des communes situées sur le plateau et la montagne ardéchoise.
| Type de zone | Niveau           | Définitions (bâtiment à risque normal) |
| ------------ | ---------------- | -------------------------------------- |
| Zone 2       | Sismicité faible | accélération = 1,1 m/s2                |

## Histoire
Dans les temps anciens[Quand ?], les habitants, essentiellement cultivateurs, vivaient en presque totale autarcie. Ils récoltaient le blé à la faucille sur les champs en terrasse (que l'on appelle "faïsses" ou "accols"), puis transportaient les gerbes sur leur dos sur des centaines de mètres par des « calades » (voie empierrée) avec des pierres de gisements locaux. Ces gerbes étaient transportées sur les épaules des paysans sur un coussin maintenu par une lanière de cuir au niveau du front (nommé en patois local « coulassou »), afin de l'amener au lieu de battage (« aïre ») où le grain était extrait avec un fléau (en patois local « escoussou »). Le grain était moulu au moulin local, dont la pierre était entraînée par l'eau amenée par une béalière ou caniveau depuis le torrent (en patois local « biaou »). La pâte était pétrie à la main dans un pétrin (en patois local « mail »), puis cuite dans un four « banal » à tour de rôle par les habitants tous les 15 jours ou tous les mois selon la saison. Il existe encore un four de ce type, remis en état par les habitants actuels du lieu-dit en juin 2008, en parfait état à l'adret de Sardiges.

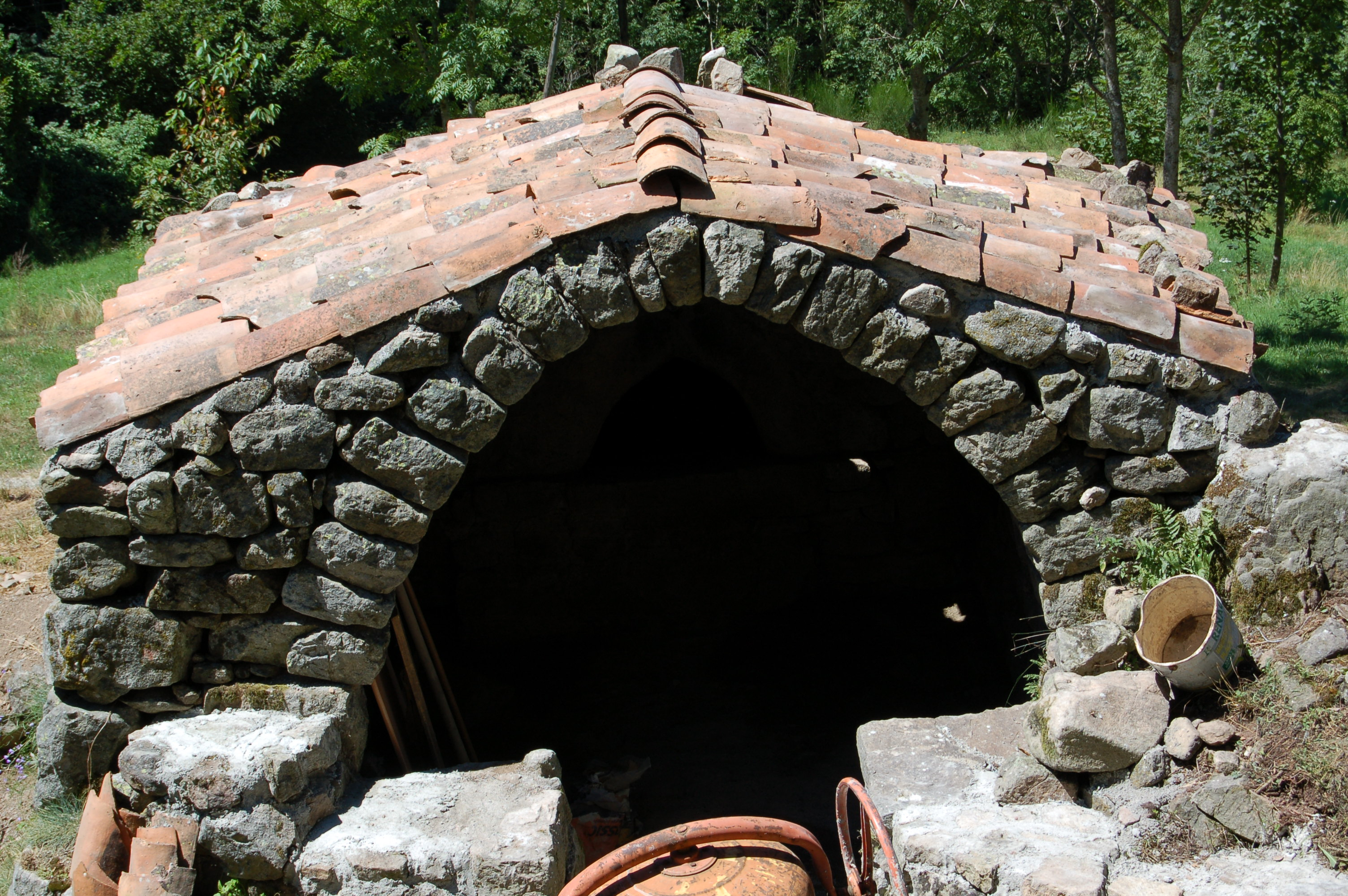
Le four banal de Sardiges.
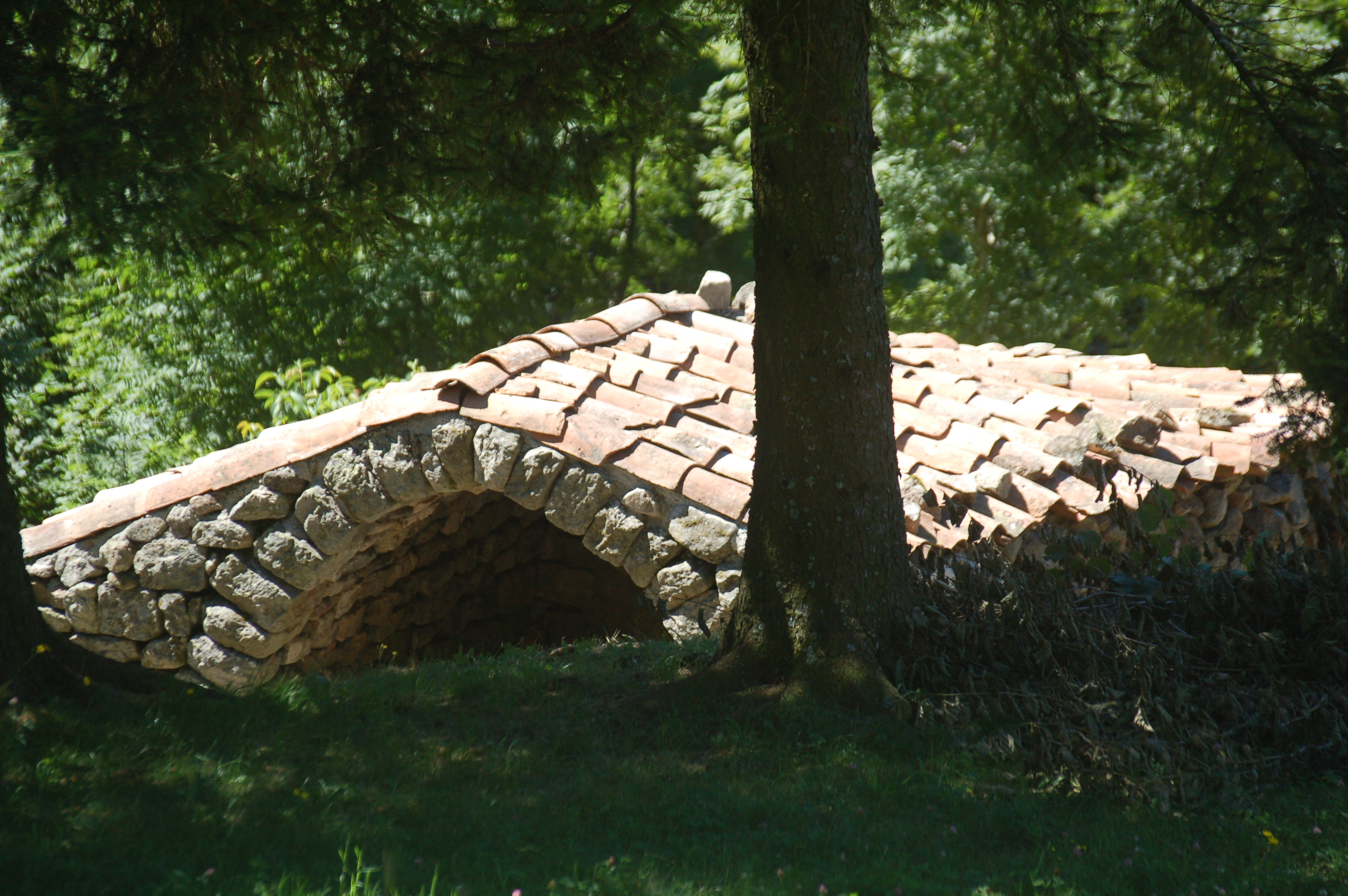
Vue haute.
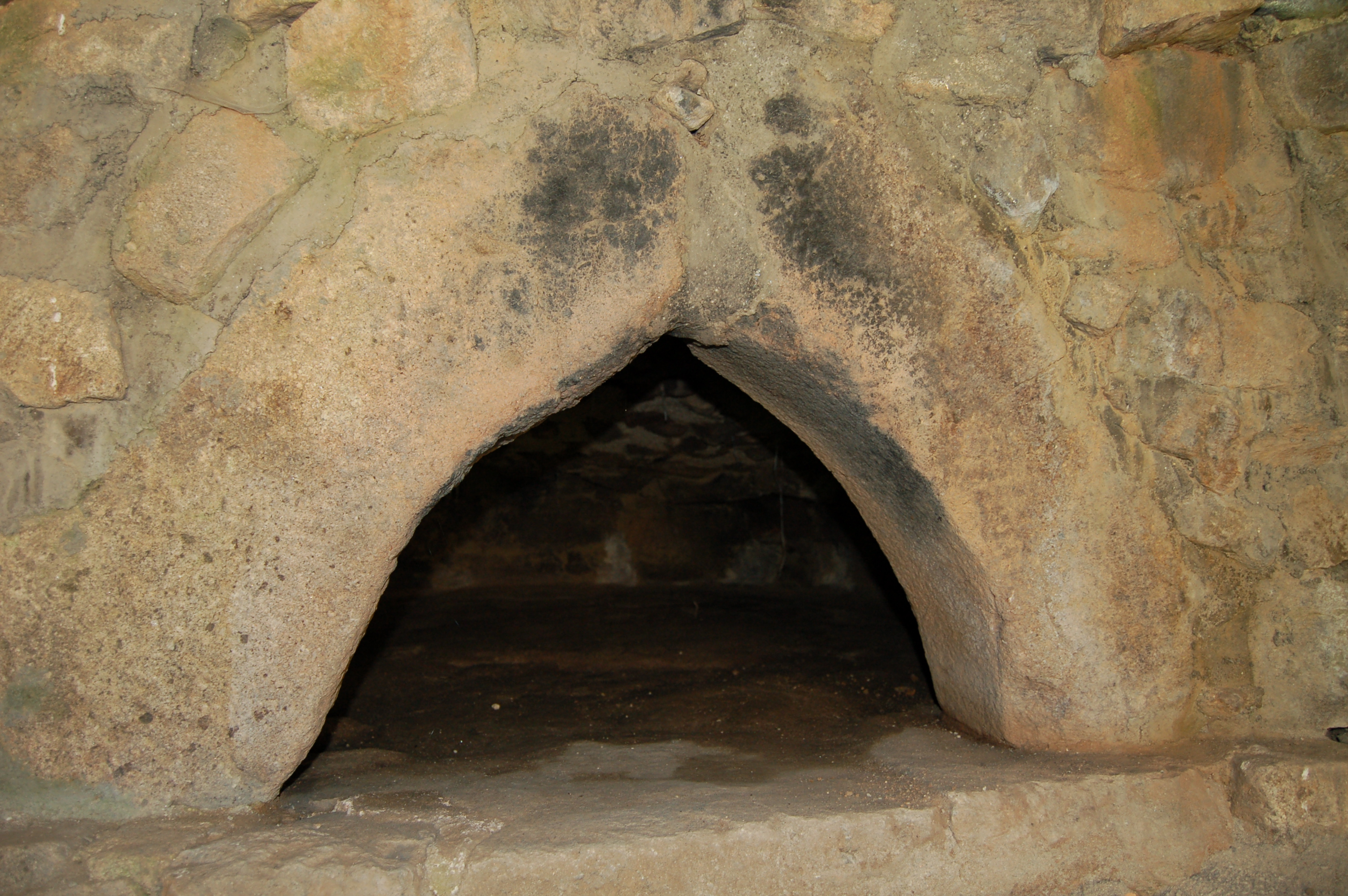
Vue intérieure.

Le 21 janvier 1971, un bimoteur Nord 262 no 44 immatriculé F-RBOA percute à 1,342 m le flanc du Suc de Pradou lors de sa descente pour approcher le terrain d'Orange. Un des plus importants accidents connu par l'Armée française depuis la guerre d'Algérie provocant la mort de 21 hommes, dont les plus hautes autorités du Commissariat à l'énergie atomique. La cause accidentelle est retenue par le BEAD, concluant que l'équipage avait mal saisi l'instruction du contrôle et était descendu prématurément à 5 000 pieds, sans avoir dépassé Montélimar. Une stèle est érigée à proximité du site de l'accident.

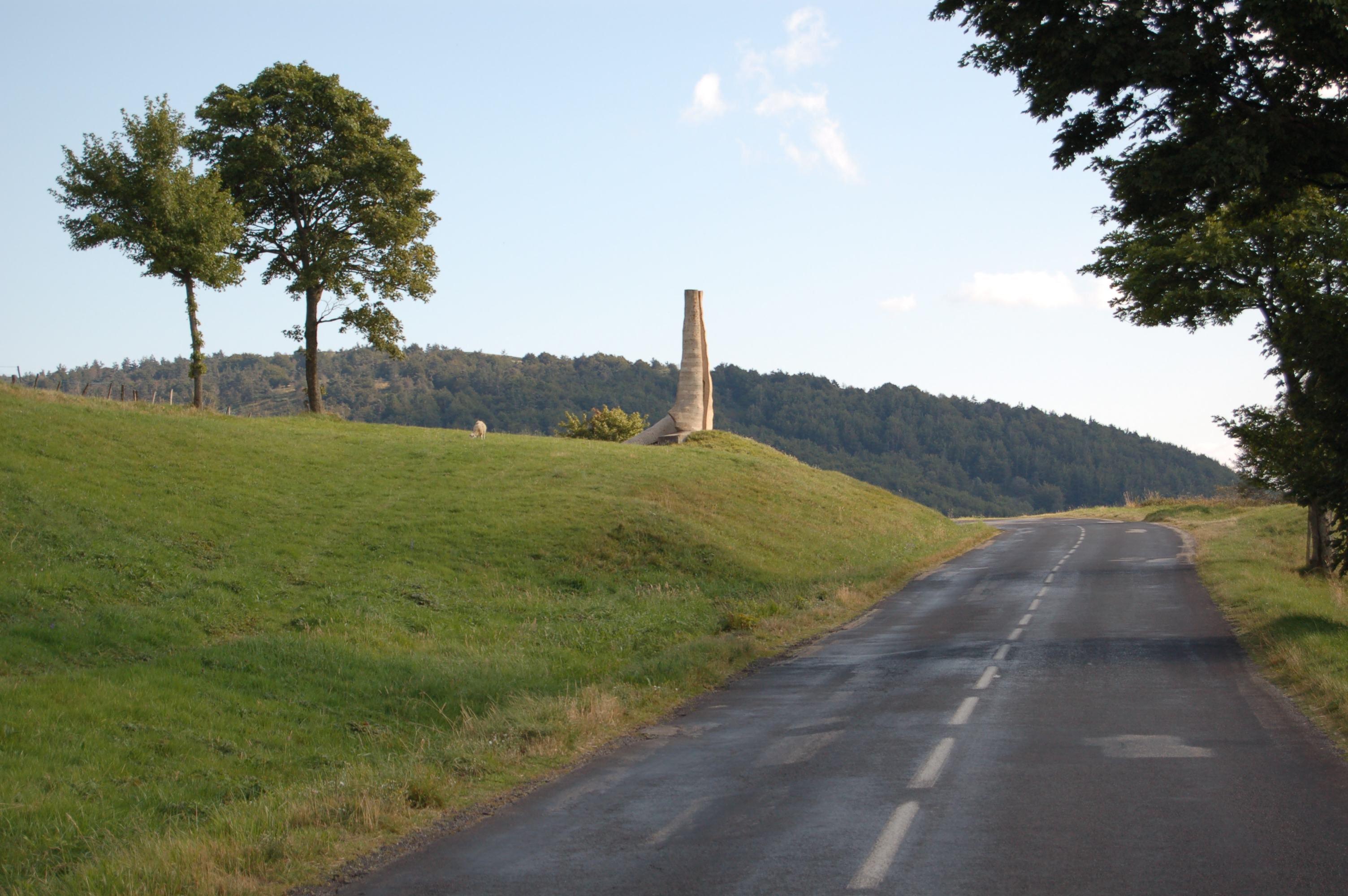
Monument dédié au crash de l'avion.
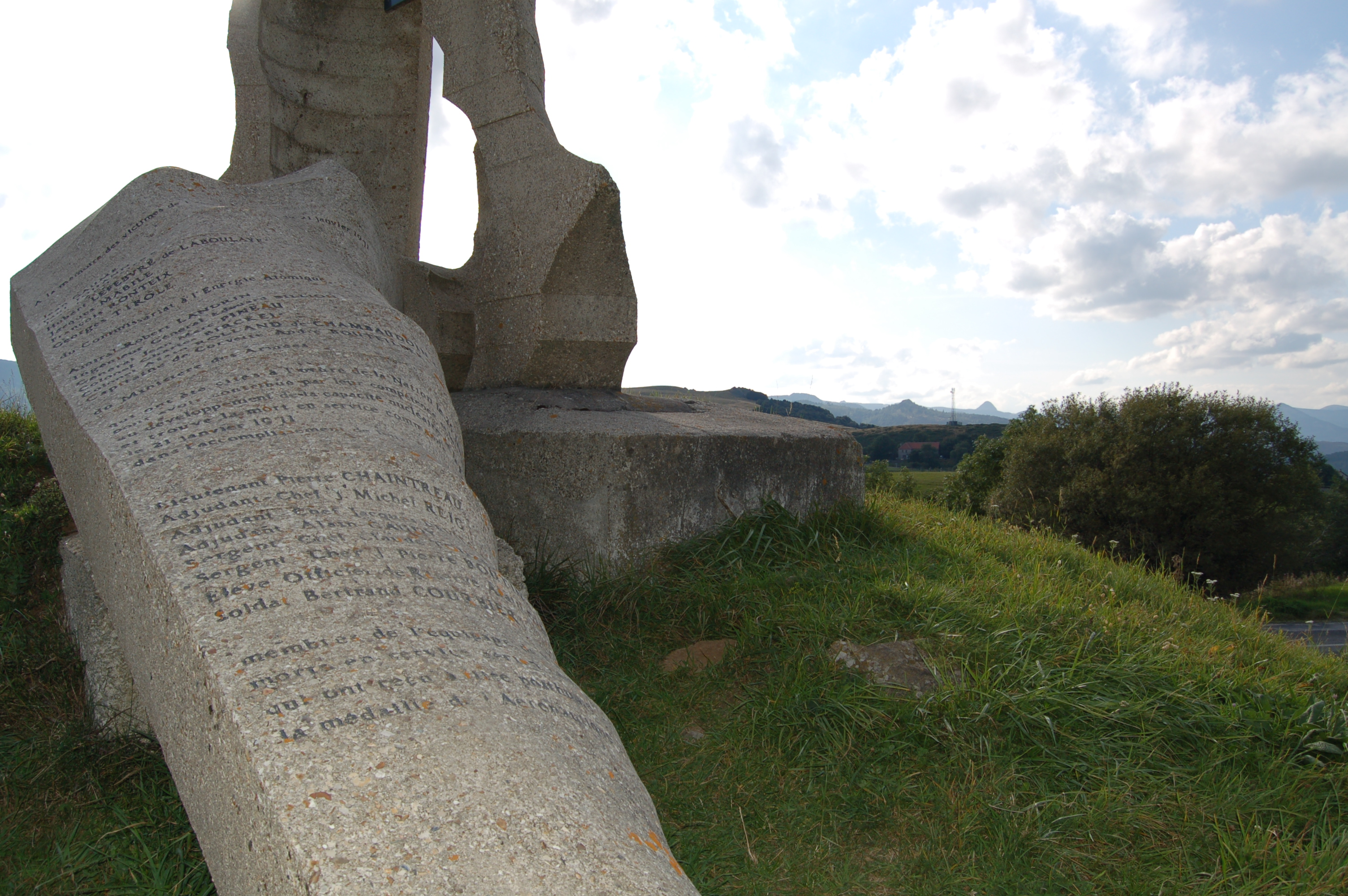
Vue rapprochée.

## Politique et administration

### Liste des maires
| Période                                  | Période                   | Identité          | Étiquette | Qualité       |
| ---------------------------------------- | ------------------------- | ----------------- | --------- | ------------- |
| Les données manquantes sont à compléter. |                           |                   |           |               |
| juin 1995                                | 2014                      | Patrick Beydon    |           | Commerçant    |
| 2014                                     | 2020                      | Jacky Soubeyrand  |           | Fonctionnaire |
| 2020                                     | En cours (au 6 août 2020) | Baptiste Teyssier |           |               |

## Population et société

### Démographie
L'évolution du nombre d'habitants est connue à travers les recensements de la population effectués dans la commune depuis 1793. Pour les communes de moins de 10 000 habitants, une enquête de recensement portant sur toute la population est réalisée tous les cinq ans, les populations de référence des années intermédiaires étant quant à elles estimées par interpolation ou extrapolation. Pour la commune, le premier recensement exhaustif entrant dans le cadre du nouveau dispositif a été réalisé en 2004.

En 2022, la commune comptait 99 habitants, en évolution de +7,61 % par rapport à 2016 (Ardèche : +2,48 %, France hors Mayotte : +2,11 %).
| 1793  | 1800  | 1806  | 1821 | 1831 | 1836  | 1841  | 1846  | 1851  |
| ----- | ----- | ----- | ---- | ---- | ----- | ----- | ----- | ----- |
| 1 072 | 1 000 | 1 215 | 660  | 903  | 1 163 | 1 233 | 1 120 | 1 104 |

| 1856  | 1861  | 1866  | 1872  | 1876 | 1881  | 1886  | 1891 | 1896 |
| ----- | ----- | ----- | ----- | ---- | ----- | ----- | ---- | ---- |
| 1 086 | 1 031 | 1 003 | 1 033 | 931  | 1 004 | 1 013 | 978  | 945  |

| 1901 | 1906 | 1911 | 1921 | 1926 | 1931 | 1936 | 1946 | 1954 |
| ---- | ---- | ---- | ---- | ---- | ---- | ---- | ---- | ---- |
| 855  | 839  | 793  | 749  | 694  | 661  | 579  | 515  | 421  |

| 1962 | 1968 | 1975 | 1982 | 1990 | 1999 | 2004 | 2006 | 2009 |
| ---- | ---- | ---- | ---- | ---- | ---- | ---- | ---- | ---- |
| 342  | 268  | 191  | 166  | 140  | 108  | 112  | 112  | 102  |

| 2014 | 2019 | 2022 | - | - | - | - | - | - |
| ---- | ---- | ---- | - | - | - | - | - | - |
| 94   | 99   | 99   | - | - | - | - | - | - |

### Enseignement
La commune est rattachée à l'académie de Grenoble.

### Médias
Deux organes de presse écrite sont distribués dans la commune :
- L'Hebdo de l'Ardèche

Il s'agit d'un journal hebdomadaire français basé à Valence et diffusé à Privas depuis 1999. Il couvre l'actualité pour tout le département de l'Ardèche.
- Le Dauphiné libéré

Il s'agit d'un journal quotidien de la presse écrite française régionale distribué dans la plupart des départements de l'ancienne région Rhône-Alpes, notamment l'Ardèche. La commune est située dans la zone d'édition d'Aubenas, de Privas et de la vallée du Rhône.

### Cultes
La communauté catholique et l'église paroissiale (propriété de la commune) de Mézilhac sont rattachées à la paroisse Saint Roch en Pays de Vals qui, elle-même, dépend du diocèse de Viviers.

### Manifestations culturelles et festivités

#### Manifestations annuelles
- Fête de la myrtille.
- Tous les ans au mois de juin, le col de Mézilhac (1 130 m), grimpé depuis Dornas, est franchi par les cyclotouristes et cyclosportifs de l'Ardéchoise sur le parcours de « la Volcanique » (176 km) et les autres parcours plus longs.

#### Manifestations occasionnelles
- L'ascension du col de Mézilhac, classé en 2e catégorie au départ du Cheylard, fut effectuée lors de la 2e étape du critérium du Dauphiné 2022. Cette ascension fut déjà franchie lors de la 12e étape du Tour de France 2010 néanmoins le grand prix de la montagne fut placé au col de Montivernoux quelques kilomètres plus loin.

## Culture locale et patrimoine

### Lieux et monuments
- Église Saint-Hippolyte de Sardiges du hameau de Sardiges, datant du XVIIe siècle ;
- Église Saint-Gilles de Mézilhac.
- Four à pain du hameau de Sardiges.
- Les ailes brisées : monument érigé en hommage aux victimes civiles du Commissariat à l'énergie atomique et militaires, de l'accident aérien du 21 janvier 1971. L'accident fit vingt victimes au total, lors du crash au suc du Pradou[22].
- Col de Mézilhac

### Héraldique
|  | Mézilhac possède des armoiries dont l'origine et le blasonnement exact ne sont pas disponibles. |